# Kvačany (Žilina)
|  | No s'ha de confondre amb Kvačany (Prešov). |

Kvačany és un poble i municipi d'Eslovàquia que es troba a la regió de Žilina, al centre-nord del país.

## Història
La primera menció escrita de la vila es remunta al 1286.

## Demografia
| Godina             | 1994 | 2004   | 2014   | 2024   |
| ------------------ | ---- | ------ | ------ | ------ |
| Nombre de persones | 573  | 555    | 567    | 553    |
| Diferència         |      | −3,14% | +2,16% | −2,46% |

| Godina             | 2023 | 2024   |
| ------------------ | ---- | ------ |
| Nombre de persones | 549  | 553    |
| Diferència         |      | +0,72% |